# ファフス＝アンジュラ州
ファフス＝アンジュラ州（ファフス＝アンジュラしゅう、フランス語: Province de Fahs-Anjra、アラビア語: إقليم الفحص أنجرة）は、 タンジェ＝テトゥアン＝アル・ホセイマ地方の北部に位置する州。州都はアンジュラ。隣のメディック・フニデク県と並んでモロッコ最北の州である。

## 地理
北はジブラルタル海峡に面し、西はタンジェ＝アシラー県、南はテトゥアン州、東はメディック・フニデク県に隣接している。

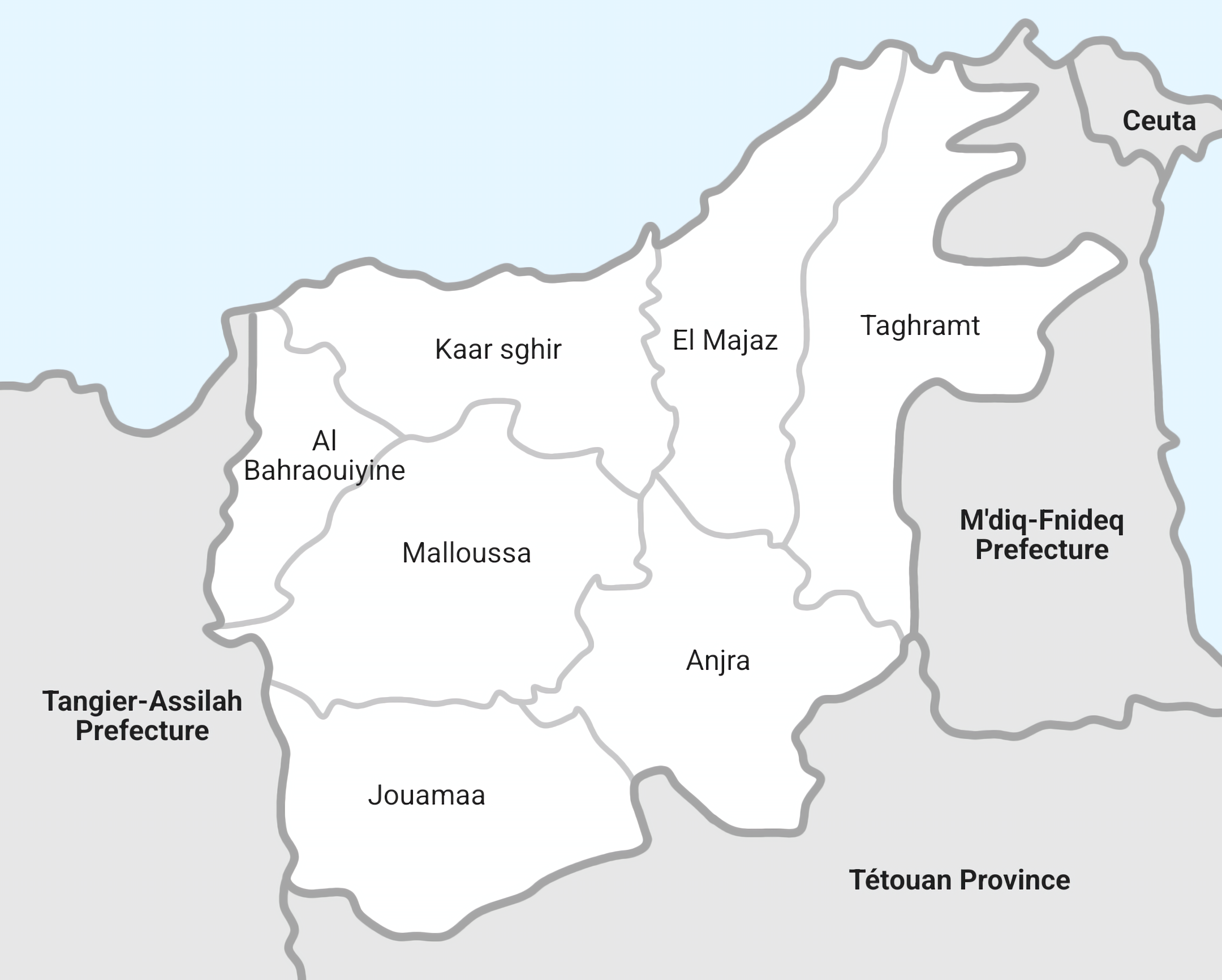
ファフス＝アンジュラ州の地図

ファフス＝アンジュラ州はリフ山脈にあるため、ほとんど平地がない。ファフス＝アンジュラ州には都市コミューンがない。

## 人口
2020年の人口は82,974人と推定される。これはタンジェ＝テトゥアン＝アル・ホセイマ地方で最も少ない州・県である。人口が多い街がなく都市コミューンが一つも存在しない。だが、州の南西部には計900haにも住宅地を含む2つの経済特区があり、今後人口が増加し都市コミューンが形成される可能性がある。

2014年の国勢調査では76,447人、2004年の国勢調査では67,433人だった。

## 教育
2014年の国勢調査でのファフス＝アンジュラ州の識字率は60.7%である。

## 交通

### 鉄道
タンジェ＝アシラー県からタンジェMED港までの鉄道がある。

### 道路

#### 高速道路
- オートルート A5 - タンジェMED港を起点にタンジェ南方の郊外を経由し大西洋と平行しラバトに至る高速道路。

#### 国道
- 国道16号線 - タンジェ＝アシラー県を起点に地中海と平行し走りモロッコ東部のアルジェリア国境に至る。

#### 港湾
- タンジェMED港 - アフリカ最大の港湾。フェリーでスペインとイタリアと繋がっている。

## 行政区画[4]
ファフス＝アンジュラ州は7つの田舎コミューンから形成される。
| 区画コード    | 名称             | アラビア語名 | 区分          | Cercles | 人口 (2014年) | 備考 |
| ------------- | ---------------- | ------------ | ------------- | ------- | ------------- | ---- |
| 01.227.03.05. | アンジュラ       | أنجرة        | Rural commune | Anjra   | 16,081        | 州都 |
| 01.227.03.11. | Jouamaa          | اجوامعة      | Rural commune | Anjra   | 7,711         |      |
| 01.227.03.13. | Ksar El Majaz    | القصرالملجاز | Rural commune | Anjra   | 10,237        |      |
| 01.227.03.21. | Taghramt         | تغرامت       | Rural commune | Anjra   | 8,706         |      |
| 01.227.05.01. | Al Bahraoyine    | البحراويين   | Rural commune | Fahs    | 8,440         |      |
| 01.227.05.05. | クサル・スギール | القصرالصغير  | Rural commune | Fahs    | 12,862        |      |
| 01.227.05.09. | Malloussa        | ملوسة        | Rural commune | Fahs    | 12,250        |      |